# 徐昌先
徐昌先（？—？），湖广兴山人，清朝政治人物。岁贡出身。
康熙四十八年，擔任廣東廣州府永安縣知縣（現紫金縣知縣）。后由陳瑋接任。